# ぶっちゃけ!生タマゴン
ぶっちゃけ!生タマゴンは、関西テレビで2003年4月5日から2005年3月26日にかけて、毎週土曜日10:30-11:45に放送された情報番組。略称は『ぶっタマ』。

## 概要
1週間に起こったニュース・スポーツ・芸能の数々をピックアップする情報番組である。
2004年4月に番組コーナー及び出演者のリニューアルを行い、以後放送時間が3分間短縮され11:42までとなった。
2005年3月26日にて、番組が終了、リニューアルされ、タイトルが略称の『ぶったま!』に改題された。

## 出演者

### 放送終了時

#### 司会
- 大平サブロー - 2003年4月 - 2005年3月
- 堀ちえみ - 2003年4月 - 2005年3月

#### パネリスト
- 桂きん枝 - 2003年4月 - 2005年3月
- 和泉修（隔週出演）
- 橋下徹（隔週出演）
- 室井佑月（隔週出演） - 2003年4月 - 2005年3月

#### リポーター
- 梨元勝
- 金村義明

#### ニュース担当
- 西川かの子
- 中田なおき

#### 進行役
- 大橋雄介（関西テレビアナウンサー）
- 杉本なつみ（当時：同上）

#### ご意見番
- 桑原征平（当時：関西テレビアナウンサー）[1]

#### ナレーション
TRUE STORYのコーナー
- 豊田康雄（関西テレビアナウンサー）
- 坂口三千代

### 過去

#### パネリスト
- 桂ざこば - 2003年4月 - 2004年3月※月一出演
- いとうまいこ - 2003年4月 - 2004年3月

#### リポーター
- 福岡翼 - 2003年4月 - 2004年3月
- 友近（取材リポート担当） - 2003年4月 - 2004年3月
- 桂三若（VTRリポート） - 2003年4月 - 2004年3月

## 主なコーナー

### 放送終了時
- 今週のぶっタマ!芸能塾

1週間に起こった芸能ニュースを梨元が解説するコーナーで、日々起こり続ける芸能人達のスキャンダルに対し、街頭インタビューVTRの反応を紹介しつつ解説する。
- 今週のぶっタマ!お事件ファイル

世の中で起こっている不可解な珍ニュースを取り上げる、VTRコーナー。中田、西川、桑原が交代出演でニュース概要と調査結果を解説する。
- ゲノスポ☆パンチ

その週に起こった芸能＆スポーツのタイムリーな情報を扱うコーナーで、女性向けスポーツ紙への挑戦!と掲げている。芸能リポーターの福岡と野球漫談の金村が解説する。
- TRUE STORY

「男と女のワールド事件簿」からのリニューアルコーナーで世界中には、日本にいては想像も付かない理解できない珍事件を取り上げ、再現VTRで紹介しパネラー全員で背景や展開を無責任に考察するコーナー。

### 過去のコーナー
- あんなこんな1週間

この1週間の政治・経済・社会などいろいろな事件のうち、関心度の高いニュースを10項目モニターに羅列して表示。そのなかから特に気になる項目をピックアップし、映像素材も紹介してトークを展開。
- 男と女のワールド事件簿

男と女は世界中で様々な営みを繰り広げ、その営みの数だけ事件も起こっています。ワールド珍件簿ではそんな世界を「あっ」と言わす奇奇怪怪な出来事を取り上げ、再現し、皆で背景や展開を無責任に考察してみようと思っています。
- ちまたのハテナ

複雑怪奇な現代社会の中で［理解に苦しむ現象や流行や人間］などから1つのネタを取り上げ、デジリポートで検証しながらスタジオで論議する。

## スタッフ
- プロデューサー：武藤良博
- アシスタントプロデューサー：牛丸善弘
- ディレクター：岸本陽介、白木啓一郎、辻本賀一、亀井さわ子、木邑裕介
- 構成：二宮一泰、萩原芳樹、本多正識、野口勉
- 技術協力：ウエストワン
- 制作協力：ブリッジ、東通企画、遊写、亀人
- 制作著作：関西テレビ

## 関連リンク
- 番組Webサイト（Webアーカイブ）

| 関西テレビ 土曜10:30 - 11:45枠（2003年4月 - 2004年3月） | 関西テレビ 土曜10:30 - 11:45枠（2003年4月 - 2004年3月） | 関西テレビ 土曜10:30 - 11:45枠（2003年4月 - 2004年3月） |
| 前番組                                                  | 番組名                                                  | 次番組                                                  |
| ------------------------------------------------------- | ------------------------------------------------------- | ------------------------------------------------------- |
| 10:00 ファミりん 11:30 俵越山のお見事!日本2             | ぶっちゃけ!生タマゴン                                   | 10:30 ぶっちゃけ!生タマゴン 11:42 feel search           |
| 関西テレビ 土曜10:30 - 11:42枠（2004年4月 - 2005年3月） |                                                         |                                                         |
| ぶっちゃけ!生タマゴン ※10:30 - 11:45                    | ぶっちゃけ!生タマゴン                                   | ぶったま! ※9:55 - 11:42                                 |